# Hercostomus chrysozygos
Hercostomus chrysozygos är en tvåvingeart som först beskrevs av Christian Rudolph Wilhelm Wiedemann 1817.  Hercostomus chrysozygos ingår i släktet Hercostomus, och familjen styltflugor. Arten är reproducerande i Sverige.